# Phyllodactylidae
Phyllodactylidae zijn een familie van hagedissen die behoren tot de infraorde gekko's (Gekkota).

## Naam en indeling
De wetenschappelijke naam van de groep werd voor het eerst voorgesteld door Tony Gamble, Aaron Matthew Bauer, Eli Greenbaum en Todd R. Jackman in 2008. De wetenschappelijke naam Phyllodactylidae betekent vrij vertaald 'bladvingerachtigen'.

## Verspreiding en habitat
De naam werd gepubliceerd als familienaam voor een groep geslachten die aan beide kanten van de Atlantische Oceaan voorkomen. De gekko's leven zowel in Midden- en Zuid-Amerika als in Afrika en Europa. Er zijn 158 soorten die verdeeld worden in 10 geslachten.

## Beschermingsstatus
Door de internationale natuurbeschermingsorganisatie IUCN is aan 117 soorten een beschermingsstatus toegewezen. Van de soorten worden er 81 beschouwd als 'veilig' (Least Concern of LC), negen als 'onzeker' (Data Deficient of DD), 6 als 'kwetsbaar' (Vulnerable of VU) en 8 als 'gevoelig' (Near Threatened of NT). Zeven soorten wordt gezien als 'bedreigd' (Endangered of EN) en zes soorten staan te boek als 'ernstig bedreigd' (Critically Endangered of CR).

## Soorten
De familie omvat de volgende geslachten, met de auteur en het verspreidingsgebied.
| Naam                               | Auteur                          | Soorten | Verspreidingsgebied |
| ---------------------------------- | ------------------------------- | ------- | --- |
| Asaccus                            | Dixon & Anderson, 1973          | 19      | Midden-Oosten; Verenigde Arabische Emiraten, Oman, Turkije, Irak, Iran en Syrië |
| Garthia                            | Donoso-Barros & Vanzolini, 1965 | 2       | Zuid-Amerika; Argentinië, Bolivia en Chili |
| Naaktvingergekko's (Gymnodactylus) | Spix,1825                       | 5       | Zuid-Amerika; Brazilië |
| Haemodracon                        | Bauer, Good & Branch, 1997      | 2       | Midden-Oosten; Jemen (Socotra) |
| Homonota                           | Gray, 1845                      | 14      | Zuid-Amerika; Argentinië, Paraguay, Bolivia, Uruguay en Brazilië |
| Bladvingergekko's (Phyllodactylus) | Gray, 1828                      | 65      | Midden-Amerika en noordelijk Zuid-Amerika; Barbados, Belize, verschillende Benedenwindse Eilanden, Chili, Colombia, Costa Rica, Dominicaanse Republiek, Ecuador (inclusief de Galapagoseilanden), El Salvador, Guatemala, Haïti, Honduras, Mexico, Nicaragua, Peru en Venezuela |
| Phyllopezus                        | Peters, 1877                    | 6       | Zuid-Amerika; Argentinië, Brazilië, Paraguay, Bolivia en Peru |
| Waaierteengekko's (Ptyodactylus)   | Oken, 1817                      | 12      | Afrika, het Midden-Oosten en westelijk Azië; Algerije, Libië, Mali, Niger, Burkina Faso, Nigeria, Togo, Benin, Tsjaad, Kameroen, Soedan, Ethiopië, Egypte, Somalië, Mauritanië, Djibouti, Marokko, Westelijke Sahara, Tunesië, Israël, Jordanië, Irak, Libanon, Verenigde Arabische Emiraten, Oman, Pakistan, Sinaï, Saoedi-Arabië, Eritrea en Jemen                                                            |
| Tarentola                          | Gray, 1825                      | 30      | Europa (muurgekko) en Afrika; Algerije, Antillen, Bahama's, Benin, Burkina Faso, Canarische Eilanden, Centraal-Afrikaanse Republiek, Cuba, Djibouti, Egypte, Eritrea, Ethiopië, Gambia, Guinea, Guinee-Bissau, Guinee, Ivoorkust, Jamaica, Kaapverdië, Kameroen, Libië, Mali, Marokko, Mauritanië, Niger, Nigeria, Oeganda, Senegal, Sierra Leone, Sinaï, Soedan, Somalië, Tsjaad, Tunesië en Westelijke Sahara |
| Thecadactylus                      | Goldfuss, 1820                  | 3       | Midden- en Zuid-Amerika; Mexico, Belize, Guatemala, Honduras, Nicaragua, Costa Rica, Panama, Trinidad, Tobago, Antillen, Colombia, Ecuador, Frans-Guyana, Suriname, Guyana, Venezuela, Brazilië, Peru en Bolivia |